# Konrad & Kurfürst
Konrad & Kurfürst ist ein niederländischer Kurzfilm von Esther Urlus aus dem Jahr 2014. In Deutschland feierte der Film am 4. Mai 2014 bei den Internationalen Kurzfilmtagen in Oberhausen internationale Premiere.

## Handlung
Durch eine Emulsion produziert Urlus die fiktionale Reinszenierung eines Vorgangs während der Olympischen Sommerspiele 1936 in Berlin, bei denen der Reiter Konrad von Wangenheim von seinem Pferd Kurfürst stürzte.

## Kritiken
„Für seine alchemistische ‚Re-Imagination‘ eines historischen Moments geht eine Lobende Erwähnung an diese handwerklich außergewöhnliche Arbeit.“

## Auszeichnungen
Internationale Kurzfilmtage Oberhausen 2014
- Lobende Erwähnung der Internationalen Jury